# Jean-Pierre Finant
 (juin 2020).
Si vous disposez d'ouvrages ou d'articles de référence ou si vous connaissez des sites web de qualité traitant du thème abordé ici, merci de compléter l'article en donnant les références utiles à sa vérifiabilité et en les liant à la section « Notes et références ».
Jean-Pierre Finant, né en 1922 et mort en 1961, est un homme politique du Congo-Kinshasa, gouverneur de la province Orientale.
Finant est un des lumumbistes extradés au Sud-Kasaï ; il meurt à Bakwanga.
C'est en 1961 durant la rafle des nationalistes, après la mort du premier ministre Patrice Lumumba élu au suffrage universel dans le cadre du régime parlementaire instauré au Congo (ex-Congo belge) que Finant, Fataki, Nzuzi, Elengesa, Yangara et Muzungu sont enlevés et amenés à Léopoldville (Kinshasa), ils sont ensuite envoyés à Bakwanga le 9 février 1961. 
Sa fille Élisabeth Finant, connue sous le nom d'Abeti Masikini, fut une artiste influente et engagée (auteur-interprète et compositrice), de la musique des années 1970 et 1990.

## Biographie
Jean-Pierre Finant est né d'une mère Zande du territoire de Bondo dans le district du Bas-Uele et d'un père belge. Il étudie à l'École des Frères Maristes à Buta. Il complète sa formation pendant un an à l'École officielle des Télécommunications à Kinshasa. Il est engagé au service des télécommunications à Kisangani, et demeure en fonction jusqu'en 1960.
Il est président de l'Association du personnel des Télécommunications[Quand ?].
Jean-Pierre Finant s'est marié et a eu cinq enfants dont notamment l'artiste Élisabeth Finant (Abeti Masikini) et le guitariste chanteur auteur-compositeur Jeannot Finant (Abumba Masikini).
Il commence sa carrière politique en tant que conseiller communal de la commune de Mangobo en 1959. Il adhère au M.N.C de Lumumba et devient premier vice-président provincial du parti dont Joseph Kasongo était le président.
En janvier-février 1960, il siège à la Table Ronde politique de Bruxelles dans la délégation du M.N.C/Lumumba. 
En mars 1960, il devient un des trois membres congolais du Collège exécutif provincial, présidé par le gouverneur de province P. Leroy.
Aux élections de mai 1960, il est élu conseiller provincial pour le territoire de Bondo dont il est originaire et député national avec plus de 20 000 voix de préférence. A la demande de Lumumba, il renonce à son mandat national.
Le 11 juin 1960, il est élu président du gouvernement provincial de la Province orientale par 69 voix sur 72 votants. Son gouvernement est composé de neuf ministres du M.N.C/Lumumba et d'un seul P.N.P. qui fit d'ailleurs allégeance au M.N.C...Pendant la période troublée de la Force publique (juillet-octobre 1960), Jean-Pierre Finant adopte une attitude de fidélité inconditionnelle au M.N.C. et à la personne de Lumumba.